# Ginawa
Ginawa (deutsch Gienow, früher Gieno und Ginow) ist ein Dorf in der polnischen Woiwodschaft Westpommern. Es gehört zur Gmina Węgorzyno (Stadt- und Landgemeinde Wangerin) im  Powiat Łobeski (Labser  Kreis).

## Geographische Lage
Das Dorf liegt in Hinterpommern, etwa 35 Kilometer südsüdöstlich der Stadt Resko (Regenwalde), 19 Kilometer südlich der Stadt Łobez (Labes), neun Kilometer südöstlich der Stadt Węgorzyno (Wangerin) und 2 ½ Kilometer südsüdöstlich des Dorfs Wiewiecko (Henkenhagen).

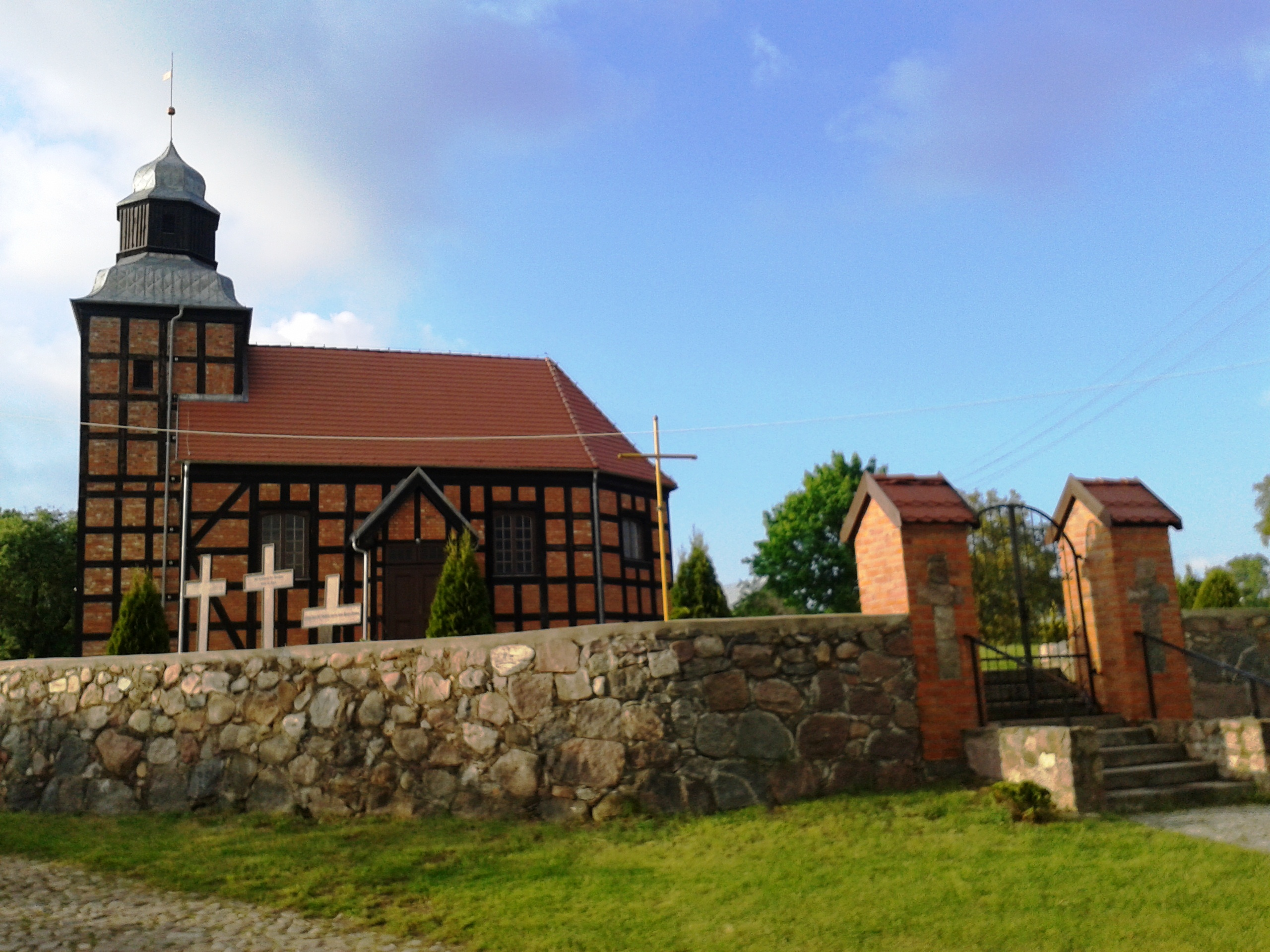
Dorfkirche (2014), bis 1945 Gotteshaus der evangelischen Gemeinde Gienow

## Geschichte
Im 14. Jahrhundert gehörte das Gut Gienow zu einer Reihe von Lehen, die die alteingesessene neumärkische Familie von der Borne vom Markgrafen als Lehen empfangen hatte. Dem Landbuch von 1337 zufolge gehörte Gynow zur Vogtei Falkenburg.
Um 1801, als das Kirchorf und Gut Glienow zusammen mit dem Dramburgischen Kreis noch zur Mark Brandenburg gehörte, hatte es 15 Bauernstellen, neun Einlieger, eine Wassermühle, eine Schmiede, ein Forstrevier von über 500 Morgen und insgesamt 185 Einwohner; sein Besitzer war ein von  Borck. Die Wassermühle lag 2 ½ Kilometer östlich des Dorfkerns an einem Bach zwischen dem Henkenhagener und dem Golzer Wald. Die Dorfkirche war eine Filiale des Kirchspiels Janikow. 1809 befand sich eine Frau von Borck im Besitz des Guts.  Die Ortschaft wurde 1816 in die Provinz Pommern eingegliedert. 
Nach vorangegangenen Besitzerwechseln kam das Gut 1843 an den Hauptmann und Ritterschaftsrat von Dewitz, dessen Familie es auch noch 1855 und 1872 besaß. Der Besitzer des 320 Hektar großen Ritterguts hieß 1884 Kaskel.  1892 wird Theodor Kaskel als Besitzer des 697 Hektar großen Ritterguts Gienow mit dem Vorwerk Rohrbruch, einer Branntweinbrennerei, einer Dampfmühle und einer Ziegelei genannt, dessen Familie es auch noch 1896 besaß.
Am 1. April 1927 hatte das Rittergut Gienow eine Fläche von 830 Hektar, und am 16. Juni 1925 hatte der Gutsbezirk 241 Einwohner. Am 30. Dezember 1927 wurde das Gut Gienow in die Landgemeinde Gienow eingegliedert.
Die Gemarkung der Landgemeinde Gienow hatte um 1930 eine Fläche von 13,4 km². Im Gemeindegebiet standen insgesamt 62 bewohnte Wohnhäuser an fünf verschiedenen Wohnstätten:
1. Düppenwall
2. Gienow
3. Granz
4. Mühle
5. Rohrbruch

Im Jahr 1945 gehörte das Dorf Gienow zum Kreis Regenwalde im Regierungsbezirk Köslin der preußischen Provinz Pommern des Deutschen Reichs. Gienow war dem Amtsbezirk Henkenhagen zugeordnet. 
Gegen Ende des Zweiten Weltkriegs wurde die Region im Frühjahr 1945 von der Roten Armee besetzt. Nach Beendigung der Kampfhandlungen wurde Gienow zusammen mit ganz Hinterpommern seitens der sowjetischen Besatzungsmacht der Volksrepublik Polen zur Verwaltung überlassen. Danach begann die Zuwanderung von Polen. Das Dorf Henkenhagen wurde  unter der polonisierten Ortsbezeichnung ‚Ginawa‘ verwaltet. In der Folgezeit wurde die einheimische Bevölkerung von der polnischen Administration aus Gienow und dem Kreisgebiet vertrieben.

### Demographie
| Jahr | Einwohner | Anmerkungen |
| ---- | --------- | --- |
| 1801 | 183       | Dorf und Gut mit einer vom Dorf entfernt liegenden Wassermühle und 25 Feuerstellen (Haushaltungen), Besitz eines von Borck |
| 1818 | 219       | Dorf mit den Vorwerken Arndtke, Dubenwald, Grams, Rohrbruch und einer Wassermühle, adlige Besitzung                        |
| 1852 | 524       | Dorf |
| 1864 | 570       | am 3. Dezember, im Gutsbezirk zund Gemeindebezirk zusammen                                                                 |
| 1867 | 565       | am 3. Dezember, davon 279 im Dorf und 286 im Gutsbezirk                                                                    |
| 1871 | 515       | am 1. Dezember, davon 245 im Dorf (sämtlich Evangelische) und 270 im Gutsbezirk (sämtlich Evangelische)                    |
| 1885 | 486       | am 1. Dezember, davon 193 im Dorf (sämtlich Evangelische) und 275 im Gutsbezirk (274 Evangelische, ein Jude)               |
| 1890 | 452       | am 1. Dezember, davon 172 im Gemeindebezirk und 280 im Gutsbezirk                                                          |
| 1910 | 396       | am 1. Dezember, davon 150 im Dorf und 246 im Gutsbezirk                                                                    |
| 1925 | 377       | darunter 361 Evangelische, 15 Katholiken und ein Jude                                                                      |
| 1933 | 342       | [ 21 ] |
| 1939 | 307       | [ 21 ] |